# صديق يوسف
صديق يوسف (19 فبراير 1931 -) سياسي وقيادي سوداني وعضو اللجنة المركزية بالحزب الشيوعي السوداني يسكن بود نوباي – امدرمان متزوج لديه أبناء وبنات.
التحق بالحزب الشيوعي السوداني في العام 1948م

## [1]رحلة طويلة بالمعتقلات
بدأ رحلته مع السجون منذ نهاية الأربعينيات خلال حكم الاستعمار،  وتواصلت الاعتقالات  في  فترة حكم الرئيس إبراهيم عبود في الستينيات، حيث تم ايداعه بالحبس «حراسات» وكانت  أطول فترة قضاها  45 يوما.
ثم تلا ذلك مجموعة من الاعتقالات في فترة حكم الرئيس الأسبق جعفر نميري الذي أودعه في العام 1971 مع 45 آخرين سجن كوبر، وتم اطلاق سراحهم لمدة ثلاثة أيام فقط وهي مدة انقلاب هاشم العطا على نميري، قبل أن ينجح نميري في السيطرة مرة أخرى، حيث تم حبسهم مرة أخرى لمدة عامين، قضى نصفها في سجن شالا بشمال دارفور والثانية في سجن كوبر بالخرطوم بحري. ويقول صديق يوسف إنه خلال حكم نميري الذي امتد 16 عاما حُبس لخمس سنوات كان آخرها قبل انتفاضة مارس/أبريل 1985 على نظام نميري.
وفي العام  1990 م وبعد ستة أشهر من انقلاب 30 يونيو 1989 الذي قاده عمر البشير،  اعتقل صديق يوسف لعامين، يقول إنه قضى الجزء الأول منها في «بيوت الأشباح» حيث تعرض لأقسى أنواع التعذيب والضرب العنيف وإرهاب وصل حد إيهامه بالإعدام. وبات المسؤول عن رعاية ومتابعة شؤون المسجد الذي  شيّده والده في حي الملازمين بأم درمان في العام 1959.

## اسهاماته في التغيير
ممثل قوي الإجماع الوطني في مفاوضات مع المجلس العسكري خلال ثورة ديسمبر بالسودان ووقع على ميثاق الحرية والتعيير ممثلا.